# An Drouizig
An Drouizig, anciennement Korvigelloù An Drouizig (Les astuces du Petit Druide), est une association bretonne, fondée à Vannes (Morbihan) en avril 2003 par Philippe Basciano-Le Gall, Alan Monfort et Gwenhael ar Menteg, et dont l'objet est la promotion de la langue bretonne. 
Son champ d'activité concerne le domaine des nouvelles technologies, de façon exclusive (ordinateurs personnels, PDA, téléphones portables, distributeurs automatiques de billets…).

## Historique
Créée en 2003 par trois passionnés de culture bretonne, Philippe Basciano-Le Gall, Alan Monfort et Gwenhael ar Menteg, alors tous membres de l'association K.S.G. (Cercle Culturel Vannetais), fondée par Tugdual Kalvez, An Drouizig a vu le jour dans le but de proposer des outils numériques facilitant l'apprentissage de la langue bretonne. 
Composée initialement de :
- Philippe, spécialiste des technologies du numérique, ancien élève du lycée Saint-Charles de Saint-Brieuc, des classes préparatoires du lycée Kérichen de Brest et ingénieur diplômé de Télécom Nancy, promotion 1996 ;
- Alan, licencié ès lettres modernes, linguiste féru de néologie, auteur du Mot et l'Idée en breton et de nombreuses traductions (bandes dessinées…)[3] ;
- Gwenhael, titulaire d'une maitrise de breton de l'Université Rennes II, professeur de breton et fils du linguiste brechois Turiaw ar Menteg[4].

L'équipe fondatrice s'est vue renforcée en 2009 par la venue du bigouden Michel Nedeleg, informaticien, de Denis Arnaud, nantais, œnologue, ce dernier assurant toujours la présidence en 2015, Gwenn Meynier, Jérémy Le Floc’h et Pascal Trichet en 2014.

## Travaux de fond
An Drouizig travaille depuis 10 ans sur divers projets ; suivent les plus notables.
- La conception et la réalisation d'un correcteur orthographique et syntaxique de langue bretonne « An Drouizig Difazier »[5], sa maintenance, son portage[6],[7] et sa promotion.
- La traduction en breton de logiciels qu'il est possible de « localiser », souvent sous licence libre. Idéalement des logiciels multi-plateformes (Windows, GNU/Linux, Mac OS X…) mais pas seulement.
- La fourniture et l'amélioration de support pour les langues et/ou les logiciels en breton. Dans cette catégorie une foule d'activités plus ou moins connexes :
  - L'écriture de lexiques pour rendre accessible le jargon de l'informatique en breton. Notamment un glossaire du vocabulaire utilisé dans les logiciels[8].
  - L'écriture de tutoriels en breton pour apprendre à se servir des logiciels.
  - La finition et le portage de polices de caractères gaéliques et celtiques vers le format Unicode 16 bits.
  - La conception et la commercialisation d'un clavier C'H W E R T Y adapté au breton, à l'espéranto et aux langues à diacritiques en général (produit épuisé aujourd'hui)…

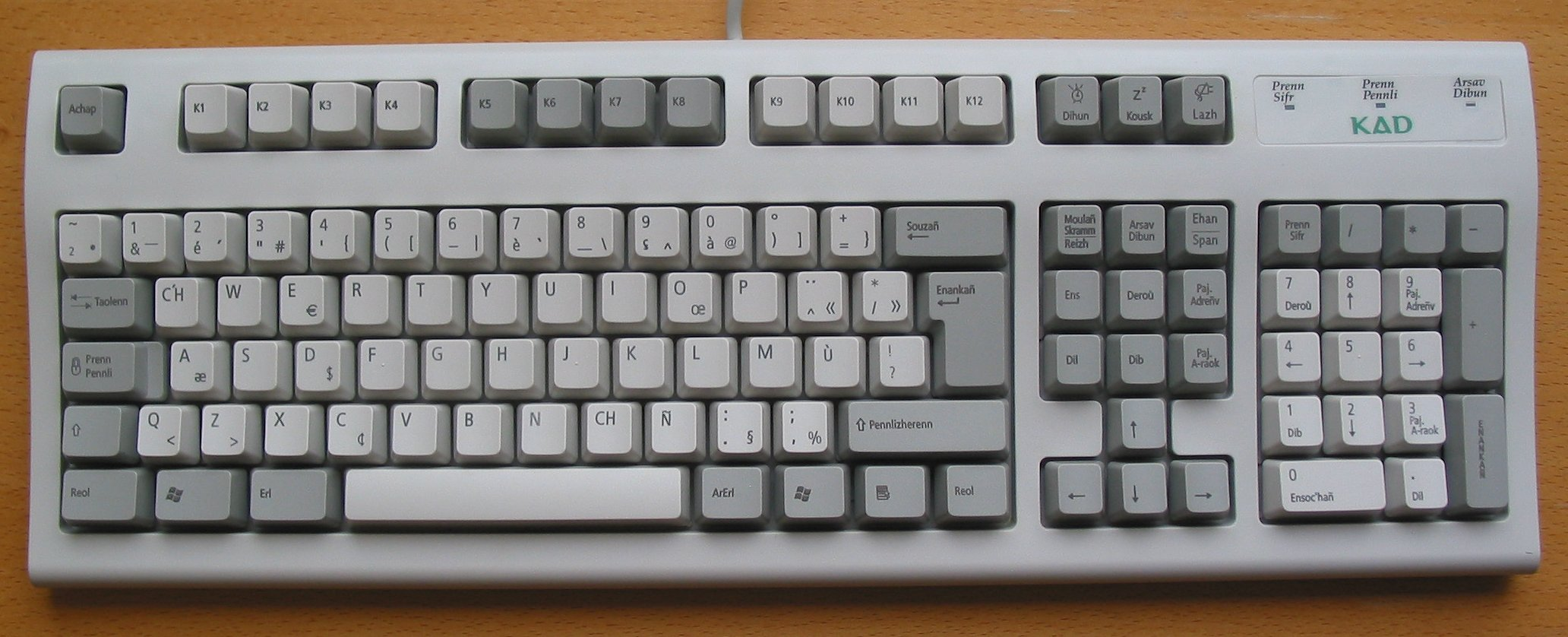
Le clavier breton, commercialisé en 2003 par l'association (Korvigelloù) An Drouizig

L'expérience accumulée depuis 2003 dans la traduction technique permet aujourd'hui à des logiciels tels Mozilla Firefox,, Mozilla Thunderbird, LibreOffice, The Gimp ou encore Inkscape de présenter un ensemble linguistiquement cohérent. Les lexiques disponibles et le fait que le jargon ne soit pas à réapprendre en passant d'une application à une autre font des logiciels traduits par An Drouizig des moyens efficaces d'avoir une vie numérique en breton.
An Drouizig maintient sur la toile des pages pour faire connaître ses travaux et aussi ceux des autres acteurs, dans la mesure où ils concernent son champ d'activité. Le site et le forum archivent de la documentation ou des discussions sur la traduction de logiciels pour le breton et plus généralement pour les langues minoritaires, régionales, « minorisées » ou encore « moins dotées ».
An Drouizig propose également des conférences en français pour présenter ses activités, ses choix…

## Réalisations périphériques
- Le code identifiant (LCID) 0x047e=1150 a été assigné à la langue bretonne par Microsoft fin 2006[15]. Une demande avait été faite dès 2002 par An Drouizig, appuyée parallèlement par Ofis ar Brezhoneg. Son existence permet une traduction en breton des produits Microsoft, en particulier de son système d'exploitation Windows et de sa suite bureautique Office.
- Par son action, appuyée par une poignée d'individuels, le breton a été officialisé dans les produits de la fondation Mozilla[16], dont An Drouizig gère les traductions.
- La prise en compte par OpenOffice.org des locales br-FR (breton)[17] et la-VA (latin)[18].
- La prise en compte par OpenOffice.org de trois autres langues de France (tahitien, shimaore, kibushi)[19].
- L'écriture de pilotes de claviers spécifiques à des langues à diacritiques. Ainsi a été écrit un pilote de clavier compatible AZERTY prenant en compte les diacritiques de l'espéranto. D'autres pilotes de clavier ont également été écrits pour le shimaore, le peul, ou l'éwé.
- An Drouizig est également à l'origine d'un outil de correction orthographique pour le latin[20], COL, utilisé par les médiévistes et les ecclésiastiques.
- Depuis 2011, des livres du domaine public ou sous des licences libres sont mis à disposition dans différents formats numériques : epub, pdf et texte. En janvier 2013, 24 livres numériques sont téléchargeables. La mise à disposition de certains d'entre eux est le fruit d'une collaboration avec Wikimammenn.
- Depuis 2013, An Drouizig coopère avec panOccitan.org à la réalisation d'un correcteur orthographique occitan[21].

## Niveau de langue et parti pris lexicographique
Réputée pour son parti pris lexicographique, An Drouizig a mis fidèlement en application les travaux de Guy Etienne, auteur du Dictionnaire de l'informatique, publié aux éditions Preder en 1995. Héritière directe de l'école SADED, Preder propose un travail sur la néologie bretonne favorisant l'emprunt, le recyclage ou la forge de nouveaux mots sur des bases lexicales bretonnes et celtiques (breton, vieux breton, moyen breton, gallois, gaulois…). Elle écarte de façon quasi systématique l'usage des mots « internationaux » ou empruntés au français. 
Parfois stigmatisée sur le rendu de ses travaux de traduction, jugé abscons et donc difficile d'accès pour les non-initiés, An Drouizig s'est toujours justifiée en mettant en avant le fait qu'elle puisait son vocabulaire dans des lexiques techniques identifiés, publiés, référencés, reconnus des spécialistes et offrant une base de travail cohérente, sérieuse et aisément exploitable.